# شعبان (تشاراويماق)
شعبان (بالفارسية: شعبان) هي منطقة سكنية تقع في قسم تشاراويماق الجنوبي الغربي الريفي في إيران. يقدر عدد سكانها بـ 125 نسمة .